# Ovindoli
Ovindoli település Olaszországban, Abruzzo régióban, L’Aquila megyében. Lakosainak száma 1167 fő (2023. január 1.). Ovindoli Aielli, Celano, Massa d’Albe, Secinaro, Avezzano és Rocca di Mezzo községekkel határos.

## Népesség
A település lakossága az elmúlt években az alábbi módon változott:
| Lakosok száma | 1214 | 1203 | 1167 |
|               | 2017 | 2018 | 2023 |